# Saori Kobayashi
Saori Kobayashi (小林早織) (...) è una compositrice, cantante e pianista giapponese, consulente musicale per videogiochi alle dipendenze della Wave Master.

## Lavori
- Inspector Gadget (1993) - Compositrice di suoni (Developer: Aim Co., Ltd.)
- Sonic Triple Trouble (1994) - Nel gruppo
- Sonic Drift 2 (1995) - Suono (con Masayuki Nagao)
- NiGHTS into Dreams (1996) - Effetti sonori (Fumie Kumatani, Tatsuya Kouzaki)
- Panzer Dragoon Saga (1998) - Compositrice musicale (con Mariko Nanba, Hayato Matsuo)
- Shadowgate 64: Trials of the Four Towers (1999) - Compositrice musicale (con Kennosuke Suemura)
- Panzer Dragoon Orta (2003) - Compositrice musicale (con Yutaka Minobe)